# Zamy Steynovitz
Zamy Steynovitz (ur. w 1951 w Legnicy, zm. w 2000) – izraelski malarz. 
Wyjechał z Polski w 1957, studiował w szkole artystycznej w Tel Awiwie i w Royal Academy of Arts w Londynie. Wykorzystywał motywy z dzieł Marca Chagalla. Uczestniczył w ruchu pokojowym. Podróżował po Ameryce Południowej.